# Rosz Curim
Rosz Curim (hebr. ראש צורים; oficjalna pisownia w ang. Rosh Tzurim) – kibuc i osiedle żydowskie położone w Samorządzie Regionu Gusz Ecjon, w Dystrykcie Judei i Samarii, w Izraelu. Członek Religijnego Ruchu Kibuców (Ha-Kibbuc ha-Dati).

## Położenie
Osiedle jest położone w bloku Gusz Ecjon w górach Judzkich, pośrodku drogi z Jerozolimy do Hebronu, w Judei w otoczeniu terytoriów Autonomii Palestyńskiej.

## Historia
Kibuc został założony w 1969 roku na miejscu zniszczonej w 1948 żydowskiej osady En Curim.

## Gospodarka
Gospodarka kibucu opiera się na hodowli bydła mlecznego i drobiu (indyki). Przy kibucu znajdują się rozległe winnice, a z winogron produkuje się wino.